# Chavornay (Ain)
Chavornay era una comuna francesa situada en el departamento de Ain, de la región de Auvernia-Ródano-Alpes, que el 1 de enero de 2019 pasó a ser una comuna delegada de la comuna nueva de Arvière-en-Valromey.

## Geografía
Está ubicada en el sureste del departamento, a 14 km al norte de Belley.

## Demografía
| 153 | 138 | 131 | 136 | 175 | 174 | 176 | 217 | 225 |
| Para los censos de 1962 a 1999 la población legal corresponde a la población sin duplicidades (Fuente: INSEE [Consultar]) |     |     |     |     |     |     |     |     |